# Гастон Тауншип (округ Блер, Пенсільванія)
Гастон Тауншип (англ. Huston Township) — селище (англ. township) в США, в окрузі Блер штату Пенсільванія. Населення — 1252 особи (2020).

## Демографія
Згідно з переписом 2010 року, у селищі мешкало 1336 осіб у 481 домогосподарстві у складі 374 родин. Було 525 помешкань
Расовий склад населення:
| - 98,1 % — білих - 0,1 % — корінних американців - 0,1 % — чорних або афроамериканців - 0,1 % — азіатів - 1,0 % — осіб інших рас |

До двох чи більше рас належало 0,5 %. Частка іспаномовних становила 1,8 % від усіх жителів.
За віковим діапазоном населення розподілялося таким чином: 28,2 % — особи молодші 18 років, 60,4 % — особи у віці 18—64 років, 11,4 % — особи у віці 65 років та старші. Медіана віку мешканця становила 38,7 року. На 100 осіб жіночої статі у селищі припадало 101,8 чоловіків;  на 100 жінок у віці від 18 років та старших — 105,8 чоловіків також старших 18 років.
Середній дохід на одне домашнє господарство  становив 62 769 доларів США (медіана — 52 778), а середній дохід на одну сім'ю — 70 409 доларів (медіана — 56 932). Медіана доходів становила 47 500 доларів для чоловіків та 32 917 доларів для жінок. За межею бідності перебувало 10,5 % осіб, у тому числі 14,7 % дітей у віці до 18 років та 10,9 % осіб у віці 65 років та старших.
Цивільне працевлаштоване населення становило 585 осіб. Основні галузі зайнятості: освіта, охорона здоров'я та соціальна допомога — 23,8 %, виробництво — 20,5 %, сільське господарство, лісництво, риболовля — 11,5 %, роздрібна торгівля — 9,4 %.